# روي هوفمان
روي هوفمان (بالإنجليزية: Roy Hoffman)‏‏ (23 يونيو 1953 - ) صحفي، وروائي من الولايات المتحدة.